# Trường Phi công Bay Việt
Trường Phi công Bay Việt (tên tiếng Anh: Viet Flight Training) là trường đào tạo phi công đầu tiên của Việt Nam.. Trường thuộc Công ty Cổ phần Đào tạo Bay Việt, là công ty con của Vietnam Airlines, và được thành lập theo chủ trương của Thủ tướng Chính phủ Việt Nam vào tháng 6 năm 2008 (Công văn số 1567/TTg – CN - V/v Phê duyệt kế hoạch phát triển đội bay đến 2015 - 2020). Trường chịu sự quản lý nghiệp vụ và chuyên môn của Cục Hàng Không Dân dụng Việt Nam (CAAV), có nhiệm vụ đào tạo Phi công dân dụng cung cấp nguồn nhân lực cho ngành Hàng không Việt Nam.

## Lịch sử
Trường được thành lập trên cơ sở là Trung tâm Đào tạo Phi công cơ bản, đảm nhận công tác đào tạo Học viên Phi công cơ bản. Người đặt nền móng và là người sáng lập trường là Lương Thế Phúc, Nguyên Phó Tổng Giám đốc Vietnam Airlines.
Ngày 5 tháng 1 năm 2009, Airbus và ESMA Aviation Academy đã ký kết Hợp đồng tư vấn hỗ trợ để xây dựng trường. 
- Năm 2010, huấn luyện thành công cho khóa đầu tiên (VFT1), hoàn thành giai đoạn chuyển giao công nghệ huấn luyện lý thuyết tại Việt Nam và được phê chuẩn để huấn luyện bay cho khóa tiếp theo (VFT2)
- Năm 2012, Trường được Cục Hàng Không Dân dụng Việt Nam phê duyệt cho phép hoạt động Huấn luyện Lý thuyết Vận tải Hàng không (Air Transportation Pilot License).
- Năm 2013, Trường được Cục Hàng Không Dân dụng Việt Nam phê duyệt cho phép hoạt động Huấn luyện Phối hợp tổ lái (Muilti Crew Co-ordination).
- Năm 2012, Trường ký kết hợp tác đào tạo Phi công cho Jestar Pacific Airlines.
- Năm 2014, Trường ký kết hợp tác đào tạo Phi công cho Cambodia Angkor Air.[2]
- Năm 2015, Bắt đầu tổ chức huấn luyện MCC với thiết bị Alsim ALX tại Thành phố Hồ Chí Minh.
- Năm 2022 trường bắt đầu thực hiện huấn luyện PPL, chuyến bay đầu tiên huấn luyện vào ngày 26 tháng 12 năm 2022

Trường chịu sự quản lý trực tiếp của Tổng công Ty Hàng không Việt Nam, chịu sự quản lý nghiệp vụ của Cục Hàng Không Dân dụng Việt Nam (CAAV), có nhiệm vụ như một trường dạy nghề. Nhiệm vụ chính của Trường là đào tạo Phi công dân dụng cung cấp nguồn nhân lực cho ngành Hàng không Việt Nam. 

## Mục tiêu đào tạo
- Đào tạo lái máy bay tư nhân (Private Pilot License - PPL)
- Đào tạo Lý thuyết Phi công Vận tải Hàng không (Airline Transport Pilot Licence)[3]
- Huấn luyện lái máy bay (Practical Flight Training).
- Huấn luyện Phối hợp Tổ lái (Muilti Crew Co-ordination).
- Bồi dưỡng, đào tạo nâng cao trình độ đội ngũ huấn luyện, từng bước triển khai đào tạo huấn luyện lái máy bay tại Việt Nam.[4]

## Cơ sở vật chất
Trường có một hệ thống đầy đủ các giảng đường và phòng huấn luyện cho thiết bị ALSIM ALX FNPTII. Hệ thống trường bao gồm 7 phòng huấn luyện lớn nhỏ, bao gồm cả phòng thực hành, đều được giám sát với một hệ thống quản lý hoàn chỉnh.
Cơ sở tại sân bay Rạch Giá bao gồm xưởng bảo dưỡng máy bay, khu văn phòng, phòng học lý thuyết PPL, các phòng hội ý trước khi bay.
02 máy bay Tecnam P2008 JC MK II sản xuất năm 2022.

## Quan hệ quốc tế
Trường hiện đang hợp tác với Mỹ, Úc, New Zealand và Châu Âu trong giai đoạn huấn luyện thực hành bay. Các đối tác huấn luyện thực hành bay của Trường đều được Cục Hàng không Dân dụng Việt Nam phê chuẩn đối với việc huấn luyện phi công cho ngành Hàng không:
- Aviator College (Mỹ)
- International Aviation Academy of New Zealand
- Eagle Flight Training (New Zealand)
- Australia Aviation Pilot Academy (Úc)
- Baltic Aviation (Châu Âu)
- Patria Aviation School (Phần Lan)
- 43 Air School (Nam Phi)

## Cơ cấu tổ chức
Trường có 22 bộ môn với 11 giảng viên, trong đó có 3 cơ trưởng, 1 cơ phó và nhiều phi công và chuyên gia về Hàng không.

## Chương trình huấn luyện
Huấn luyện phi công tư nhân
Cuối năm 2022, Trường được Cục Hàng Không Dân dụng Việt Nam phê duyệt cho phép hoạt động Huấn luyện thực hành có máy bay để đào tạo người lái máy bay tư nhân (Private Pilot License)

#### Huấn luyện Lý thuyết Vận tải Hàng không
Năm 2012, Trường được Cục Hàng Không Dân dụng Việt Nam phê duyệt cho phép hoạt động Huấn luyện Lý thuyết Vận tải Hàng không (Air Transportation Pilot License).

#### Huấn luyện phối hợp tổ lái
Năm 2013, Trường được Cục Hàng Không Dân dụng Việt Nam phê duyệt cho phép hoạt động Huấn luyện Phối hợp tổ lái (Muilti Crew Co-ordination).

## Đối tác thực hiện huấn luyện
- Vietnam Helicopters – VNH
- Vietnam Airlines